# 줄리아 세라 스톤
줄리아 세라 스톤(Julia Sarah Stone, 1997년 11월 24일 ~ )은 캐나다의 배우이다.